# Großer Preis von Deutschland 1986
Der Große Preis von Deutschland 1986 (offiziell XLVIII Großer Preis von Deutschland) fand am 27. Juli auf dem Hockenheimring in Hockenheim statt und war das zehnte Rennen der Formel-1-Weltmeisterschaft 1986.

## Berichte

### Hintergrund
Als Ersatz für Jacques Laffite, der sich im Zuge eines Startunfalls beim Großen Preis von Großbritannien zwei Wochen zuvor schwere Beinbrüche zugezogen hatte, wurde dessen Landsmann Philippe Alliot engagiert.
Bei Arrows kam erstmals ein Exemplar des neuen Arrows A9 zum Einsatz. Der Wagen wurde von Thierry Boutsen pilotiert, während Christian Danner weiterhin mit dem A8 antrat.

### Training
Kurz nachdem Keke Rosberg seinen Rücktritt aus der Formel 1 zum Saisonende angekündigt hatte, qualifizierte er sich für die Pole-Position vor seinem Teamkollegen Alain Prost. Ayrton Senna und Gerhard Berger bildeten die zweite Startreihe vor den beiden Williams-Piloten Nelson Piquet und Nigel Mansell.

### Rennen
Senna ging zunächst vor Berger in Führung. Die beiden McLaren-Piloten fielen auf die Plätze drei und fünf zurück. Stefan Johansson kollidierte mit Alliot, wodurch beide Fahrer die Box ansteuern mussten, um Reparaturen durchführen zu lassen. Teo Fabi, der ebenfalls in den Unfall verwickelt worden war, schied aus.
In der zweiten Runde überholte Rosberg sowohl Berger als auch Senna und übernahm dadurch die Spitze. Piquet gelangte einen Umlauf später ebenfalls an den beiden vorbei auf den zweiten Rang. In der sechsten Runde übernahm er die Führung. Prost folgte auf dem dritten Rang vor Senna und Mansell. Letzterer hatte mit Handlingproblemen zu kämpfen und wurde dadurch in der siebten Runde von René Arnoux auf den siebten Rang verwiesen.
Piquet ließ an der Box zweimal seine Reifen wechseln und musste dadurch die Führung sowohl ab Runde 15 als auch ab Runde 27 jeweils für mehrere Umläufe an die beiden McLaren-Piloten abgeben, wobei Rosberg die meiste Zeit vor Prost lag. Ab Runde 39 führte Piquet das Rennen endgültig an.
In der letzten Runde schieden beide McLaren-Fahrer aufgrund von Kraftstoffmangel aus. Prost blieb wenige Meter vor dem Ziel stehen, woraufhin er unter lautstarker Anfeuerung durch die Zuschauer versuchte, seinen Wagen über die Ziellinie zu schieben, was ihm jedoch nicht gelang. Senna, Mansell und Arnoux profitierten davon, indem sie das Ziel auf den Plätzen zwei bis vier erreichten. Dass Piquet und Senna ebenfalls nur noch ein Minimum an Benzin im Tank hatten, wurde daran erkennbar, dass sie auf den letzten Metern deutliche Schlangenlinien fuhren, um die letzten Tropfen Kraftstoff mittels Fliehkraft in die Benzinpumpe zu befördern. Rosberg und Prost wurden aufgrund ihrer zurückgelegten Distanz als Fünfter und Sechster gewertet.

## Meldeliste
| Team                           | Nr. | Fahrer             | Chassis        | Motor                         | Reifen |
| ------------------------------ | --- | ------------------ | -------------- | ----------------------------- | ------ |
| Marlboro McLaren International | 01  | Alain Prost        | McLaren MP4/2C | TAG/Porsche TTE PO1 1.5 V6t   | G      |
| Marlboro McLaren International | 02  | Keke Rosberg       | McLaren MP4/2C | TAG/Porsche TTE PO1 1.5 V6t   | G      |
| Data General Team Tyrrell      | 03  | Martin Brundle     | Tyrrell 015    | Renault EF15 1.5 V6t          | G      |
| Data General Team Tyrrell      | 04  | Philippe Streiff   | Tyrrell 015    | Renault EF15 1.5 V6t          | G      |
| Canon Williams Honda Team      | 05  | Nigel Mansell      | Williams FW11  | Honda RA166E 1.5 V6t          | G      |
| Canon Williams Honda Team      | 06  | Nelson Piquet      | Williams FW11  | Honda RA166E 1.5 V6t          | G      |
| Motor Racing Developments      | 07  | Riccardo Patrese   | Brabham BT55   | BMW M12/13 1.5 L4t            | P      |
| Motor Racing Developments      | 08  | Derek Warwick      | Brabham BT55   | BMW M12/13 1.5 L4t            | P      |
| John Player Special Team Lotus | 11  | Johnny Dumfries    | Lotus 98T      | Renault EF15B 1.5 V6t         | G      |
| John Player Special Team Lotus | 12  | Ayrton Senna       | Lotus 98T      | Renault EF15B 1.5 V6t         | G      |
| West Zakspeed Racing           | 14  | Jonathan Palmer    | Zakspeed 861   | Zakspeed 1500/4 1.5 L4t       | G      |
| West Zakspeed Racing           | 29  | Huub Rothengatter  | Zakspeed 861   | Zakspeed 1500/4 1.5 L4t       | G      |
| Team Haas (USA) Ltd            | 15  | Alan Jones         | Lola THL2      | Ford Cosworth GBA 1.5 V6t     | G      |
| Team Haas (USA) Ltd            | 16  | Patrick Tambay     | Lola THL2      | Ford Cosworth GBA 1.5 V6t     | G      |
| Barclay Arrows BMW             | 17  | Christian Danner   | Arrows A8      | BMW M12/13 1.5 L4t            | G      |
| Barclay Arrows BMW             | 18  | Thierry Boutsen    | Arrows A9      | BMW M12/13 1.5 L4t            | G      |
| Benetton Formula Ltd           | 19  | Teo Fabi           | Benetton B186  | BMW M12/13 1.5 L4t            | P      |
| Benetton Formula Ltd           | 20  | Gerhard Berger     | Benetton B186  | BMW M12/13 1.5 L4t            | P      |
| Osella Squadra Corse           | 21  | Piercarlo Ghinzani | Osella FA1G    | Alfa Romeo 890T 1.5 V8t       | P      |
| Osella Squadra Corse           | 22  | Allen Berg         | Osella FA1F    | Alfa Romeo 890T 1.5 V8t       | P      |
| Minardi F1 Team                | 23  | Andrea de Cesaris  | Minardi M185B  | Motori Moderni 615-90 1.5 V6t | P      |
| Minardi F1 Team                | 24  | Alessandro Nannini | Minardi M185B  | Motori Moderni 615-90 1.5 V6t | P      |
| Équipe Ligier                  | 25  | René Arnoux        | Ligier JS27    | Renault EF15 1.5 V6t          | P      |
| Équipe Ligier                  | 26  | Philippe Alliot    | Ligier JS27    | Renault EF15 1.5 V6t          | P      |
| Scuderia Ferrari SpA SEFAC     | 27  | Michele Alboreto   | Ferrari F1/86  | Ferrari 032 1.5 V6t           | G      |
| Scuderia Ferrari SpA SEFAC     | 28  | Stefan Johansson   | Ferrari F1/86  | Ferrari 032 1.5 V6t           | G      |

## Klassifikationen

### Qualifying
| Pos. | Fahrer             | Konstrukteur           | Qualifikationstraining 1 | Qualifikationstraining 1 | Qualifikationstraining 2 | Qualifikationstraining 2 | Start |
| Pos. | Fahrer             | Konstrukteur           | Zeit                     | Ø-Geschwindigkeit        | Zeit                     | Ø-Geschwindigkeit        | Start |
| ---- | ------------------ | ---------------------- | ------------------------ | ------------------------ | ------------------------ | ------------------------ | ----- |
| 01   | Keke Rosberg       | McLaren-TAG-Porsche    | 1:42,478                 | 238,775 km/h             | 1:42,013                 | 239,864 km/h             | 01    |
| 02   | Alain Prost        | McLaren-TAG-Porsche    | 1:43,373                 | 236,708 km/h             | 1:42,166                 | 239,504 km/h             | 02    |
| 03   | Ayrton Senna       | Lotus-Renault          | 1:45,212                 | 232,570 km/h             | 1:42,329                 | 239,123 km/h             | 03    |
| 04   | Gerhard Berger     | Benetton-BMW           | 1:44,493                 | 234,171 km/h             | 1:42,541                 | 238,628 km/h             | 04    |
| 05   | Nelson Piquet      | Williams-Honda         | 1:43,352                 | 236,756 km/h             | 1:42,545                 | 238,619 km/h             | 05    |
| 06   | Nigel Mansell      | Williams-Honda         | 1:42,696                 | 238,268 km/h             | 1:43,086                 | 237,367 km/h             | 06    |
| 07   | Riccardo Patrese   | Brabham-BMW            | 1:46,094                 | 230,637 km/h             | 1:43,348                 | 236,765 km/h             | 07    |
| 08   | René Arnoux        | Ligier-Renault         | 1:43,991                 | 235,301 km/h             | 1:43,693                 | 235,977 km/h             | 08    |
| 09   | Teo Fabi           | Benetton-BMW           | keine Zeit               | –                        | 1:44,001                 | 235,279 km/h             | 09    |
| 10   | Michele Alboreto   | Ferrari                | 1:46,319                 | 230,149 km/h             | 1:44,308                 | 234,586 km/h             | 10    |
| 11   | Stefan Johansson   | Ferrari                | 1:46,847                 | 229,012 km/h             | 1:44,346                 | 234,501 km/h             | 11    |
| 12   | Johnny Dumfries    | Lotus-Renault          | 1:47,845                 | 226,892 km/h             | 1:44,768                 | 233,556 km/h             | 12    |
| 13   | Patrick Tambay     | Lola-Ford              | 1:47,221                 | 228,213 km/h             | 1:44,979                 | 233,087 km/h             | 13    |
| 14   | Philippe Alliot    | Ligier-Renault         | 1:45,047                 | 232,936 km/h             | 1:45,905                 | 231,049 km/h             | 14    |
| 15   | Martin Brundle     | Tyrrell-Renault        | 1:49,406                 | 223,655 km/h             | 1:45,432                 | 232,085 km/h             | 15    |
| 16   | Jonathan Palmer    | Zakspeed               | 1:47,167                 | 228,328 km/h             | 1:45,887                 | 231,088 km/h             | 16    |
| 17   | Christian Danner   | Arrows-BMW             | 1:49,439                 | 223,588 km/h             | 1:46,355                 | 230,071 km/h             | 17    |
| 18   | Philippe Streiff   | Tyrrell-Renault        | 1:47,371                 | 227,894 km/h             | 1:48,397                 | 225,737 km/h             | 18    |
| 19   | Alan Jones         | Lola-Ford              | 1:51,918                 | 218,635 km/h             | 1:47,518                 | 227,582 km/h             | 19    |
| 20   | Derek Warwick      | Brabham-BMW            | 1:48,206                 | 226,135 km/h             | keine Zeit               | –                        | 20    |
| 21   | Thierry Boutsen    | Arrows-BMW             | 1:49,240                 | 223,995 km/h             | 2:03,702                 | 197,808 km/h             | 21    |
| 22   | Alessandro Nannini | Minardi-Motori Moderni | 1:50,221                 | 222,001 km/h             | 1:49,369                 | 223,731 km/h             | 22    |
| 23   | Andrea de Cesaris  | Minardi-Motori Moderni | 1:50,900                 | 220,642 km/h             | 1:50,066                 | 222,314 km/h             | 23    |
| 24   | Huub Rothengatter  | Zakspeed               | 1:52,461                 | 217,579 km/h             | 1:50,918                 | 220,606 km/h             | 24    |
| 25   | Piercarlo Ghinzani | Osella-Alfa Romeo      | keine Zeit               | –                        | 1:56,468                 | 210,094 km/h             | 25    |
| 26   | Allen Berg         | Osella-Alfa Romeo      | 1:56,959                 | 209,212 km/h             | keine Zeit               | –                        | 26    |

### Rennen
| Pos. | Fahrer             | Konstrukteur           | Runden | Stopps | Zeit        | Start | Schnellste Runde |
| ---- | ------------------ | ---------------------- | ------ | ------ | ----------- | ----- | ---------------- |
| 01   | Nelson Piquet      | Williams-Honda         | 44     | 2      | 1:22:08,263 | 05    | 1:47,721 (34.)   |
| 02   | Ayrton Senna       | Lotus-Renault          | 44     | 1      | + 15,437    | 03    | 1:49,424 (39.)   |
| 03   | Nigel Mansell      | Williams-Honda         | 44     | 0      | + 44,580    | 06    | 1:47,899 (37.)   |
| 04   | René Arnoux        | Ligier-Renault         | 44     | 0      | + 1:15,176  | 08    | 1:50,374 (27.)   |
| 05   | Keke Rosberg       | McLaren-TAG-Porsche    | 43     | 1      | DNF         | 01    | 1:49,552 (25.)   |
| 06   | Alain Prost        | McLaren-TAG-Porsche    | 43     | 1      | DNF         | 02    | 1:49,649 (26.)   |
| 07   | Derek Warwick      | Brabham-BMW            | 43     | 0      | + 1 Runde   | 20    | 1:52,955 (30.)   |
| 08   | Patrick Tambay     | Lola-Ford              | 43     | 0      | + 1 Runde   | 13    | 1:51,629 (23.)   |
| 09   | Alan Jones         | Lola-Ford              | 42     | 0      | + 2 Runden  | 19    | 1:52,577 (18.)   |
| 10   | Gerhard Berger     | Benetton-BMW           | 42     | 1      | + 2 Runden  | 04    | 1:46,604 (35.)   |
| 11   | Stefan Johansson   | Ferrari                | 41     | 0      | DNF         | 11    | 1:50,932 (30.)   |
| 12   | Allen Berg         | Osella-Alfa Romeo      | 40     | 0      | + 4 Runden  | 26    | 1:58,449 (23.)   |
| –    | Christian Danner   | Arrows-BMW             | 38     | 0      | DNF         | 17    | 1:54,975 (28.)   |
| –    | Huub Rothengatter  | Zakspeed               | 38     | 0      | NC          | 24    | 1:56,401 (13.)   |
| –    | Jonathan Palmer    | Zakspeed               | 37     | 0      | DNF         | 16    | 1:56,145 (23.)   |
| –    | Martin Brundle     | Tyrrell-Renault        | 34     | 0      | DNF         | 15    | 1:53,682 (21.)   |
| –    | Riccardo Patrese   | Brabham-BMW            | 22     | 0      | DNF         | 07    | 1:52,818 (11.)   |
| –    | Andrea de Cesaris  | Minardi-Motori Moderni | 20     | 0      | DNF         | 23    | 1:54,826 (17.)   |
| –    | Alessandro Nannini | Minardi-Motori Moderni | 19     | 0      | DNF         | 22    | 1:56,721 (03.)   |
| –    | Johnny Dumfries    | Lotus-Renault          | 17     | 0      | DNF         | 12    | 1:53,756 (07.)   |
| –    | Thierry Boutsen    | Arrows-BMW             | 13     | 0      | DNF         | 21    | 1:56,803 (12.)   |
| –    | Philippe Alliot    | Ligier-Renault         | 11     | 0      | DNF         | 14    | 1:54,145 (07.)   |
| –    | Piercarlo Ghinzani | Osella-Alfa Romeo      | 10     | 0      | DNF         | 25    | 2:00,492 (07.)   |
| –    | Philippe Streiff   | Tyrrell-Renault        | 7      | 0      | DNF         | 18    | 1:54,025 (07.)   |
| –    | Michele Alboreto   | Ferrari                | 6      | 0      | DNF         | 10    | 1:52,570 (05.)   |
| –    | Teo Fabi           | Benetton-BMW           | 0      | 0      | DNF         | 09    | –                |

## WM-Stände nach dem Rennen
Die ersten sechs des Rennens bekamen 9, 6, 4, 3, 2 bzw. 1 Punkt(e). In der Fahrerwertung wurden die besten elf Resultate, in der Konstrukteurswertung alle Resultate gewertet.

### Fahrerwertung
| Pos. | Fahrer           | Konstrukteur        | Punkte |
| ---- | ---------------- | ------------------- | ------ |
| 01   | Nigel Mansell    | Williams-Honda      | 51     |
| 02   | Alain Prost      | McLaren-TAG-Porsche | 44     |
| 03   | Ayrton Senna     | Lotus-Renault       | 42     |
| 04   | Nelson Piquet    | Williams-Honda      | 38     |
| 05   | Keke Rosberg     | McLaren-TAG-Porsche | 19     |
| 06   | Jacques Laffite  | Ligier-Renault      | 14     |
| 07   | René Arnoux      | Ligier-Renault      | 14     |
| 08   | Stefan Johansson | Ferrari             | 7      |
| 09   | Michele Alboreto | Ferrari             | 6      |
| 10   | Gerhard Berger   | Benetton-BMW        | 6      |
| 11   | Martin Brundle   | Tyrrell-Renault     | 4      |
| 12   | Riccardo Patrese | Brabham-BMW         | 2      |
| 13   | Teo Fabi         | Benetton-BMW        | 2      |
| 14   | Philippe Streiff | Tyrrell-Renault     | 1      |
| 15   | Thierry Boutsen  | Arrows-BMW          | 0      |

| Pos. | Fahrer             | Konstrukteur                   | Punkte |
| ---- | ------------------ | ------------------------------ | ------ |
| 16   | Johnny Dumfries    | Lotus-Renault                  | 0      |
| 17   | Derek Warwick      | Brabham-BMW                    | 0      |
| 18   | Patrick Tambay     | Lola-Hart/-Ford                | 0      |
| 19   | Jonathan Palmer    | Zakspeed                       | 0      |
| 20   | Elio de Angelis    | Brabham-BMW                    | 0      |
| 21   | Marc Surer         | Arrows-BMW                     | 0      |
| 22   | Alan Jones         | Lola-Hart/-Ford                | 0      |
| 23   | Christian Danner   | Arrows-BMW / Osella-Alfa Romeo | 0      |
| 24   | Huub Rothengatter  | Zakspeed                       | 0      |
| 25   | Allen Berg         | Osella-Alfa Romeo              | 0      |
| –    | Alessandro Nannini | Minardi-Motori Moderni         | 0      |
| –    | Andrea de Cesaris  | Minardi-Motori Moderni         | 0      |
| –    | Piercarlo Ghinzani | Osella-Alfa Romeo              | 0      |
| –    | Eddie Cheever      | Lola-Hart/-Ford                | 0      |
| –    | Philippe Alliot    | Ligier-Renault                 | 0      |

### Konstrukteurswertung
| Pos. | Konstrukteur        | Punkte |
| ---- | ------------------- | ------ |
| 01   | Williams-Honda      | 89     |
| 02   | McLaren-TAG-Porsche | 63     |
| 03   | Lotus-Renault       | 42     |
| 04   | Ligier-Renault      | 28     |
| 05   | Ferrari             | 13     |
| 06   | Benetton-BMW        | 8      |
| 07   | Tyrrell-Ford        | 5      |

| Pos. | Konstrukteur           | Punkte |
| ---- | ---------------------- | ------ |
| 08   | Brabham-BMW            | 2      |
| 09   | Arrows-BMW             | 0      |
| 10   | Lola-Hart/-Ford        | 0      |
| 11   | Zakspeed               | 0      |
| –    | Osella-Alfa Romeo      | 0      |
| –    | Minardi-Motori Moderni | 0      |